# Friedrich Paulsen

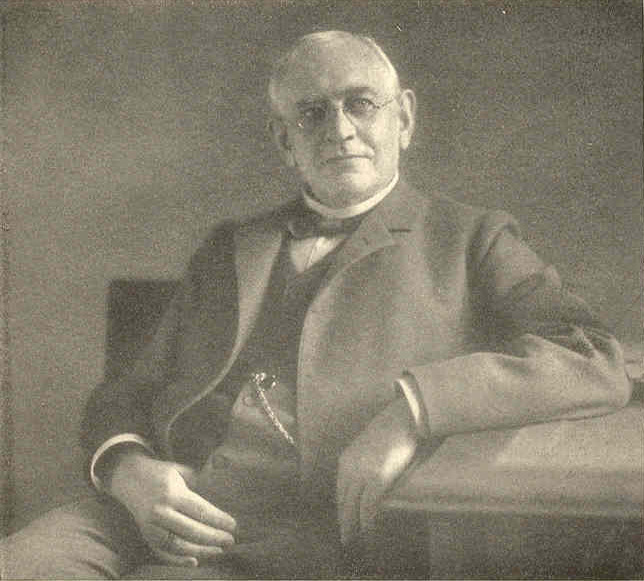
Friedrich Paulsen w 1907

Friedrich Paulsen (ur. 16 lipca 1846 w Langenhorn, zm. 14 sierpnia 1908 w Berlinie) – niemiecki filozof i pedagog.

## Życiorys
Studiował teologię na uniwersytecie w Erlangen, filozofię w Berlinie. W 1871 obronił u Friedricha Adolfa Trendelenburga pracę o formie i metodzie etyki Arystotelesa. W 1875 habilitował się na podstawie pracy o teorii poznania Kanta.
Jako jeden z pierwszych uczonych niemieckich prowadził wykłady z pedagogiki i otrzymał tytuł profesora pedagogiki i filozofii. Ciesząc się zasłużoną sławą, wykładał w Kilonii, Lipsku, Monachium, Wrocławiu i Würzburgu. Proszono go o wykłady na uniwersytetach Cornella, Harvarda i Yale.
Był nauczycielem Edmunda Husserla, Alberta Schweitzera, Eduarda Sprangera oraz Ferdinanda Tönniesa.
Uznawano go za przedstawiciela idealizmu niemieckiego. Sięgał do dorobku Fechnera, Kanta, Milla, Spinozy, Wundta. Propagował reformę oświaty i wprowadzenie nowoczesnego programu nauczania w gimnazjach.

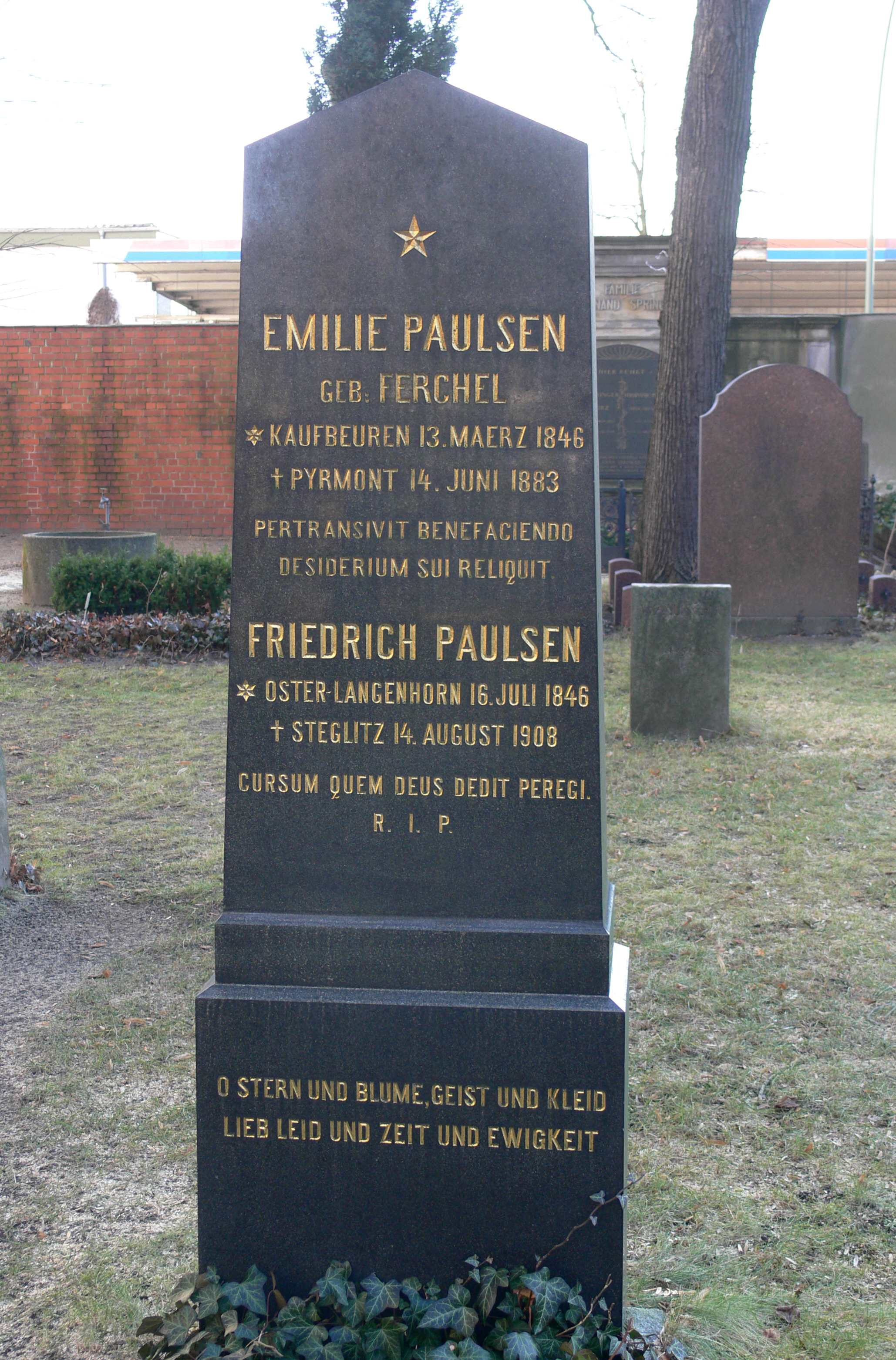
Grób Friedricha Paulsena

Napisał: System der Ethik (1889); Einleitung in die Philosophie (1892), które doczekało się wielu wydań; Schopenhauer, Hamlet u. Mephistopheles (1900), przekład polski: Schopenhauer, Hamlet, Mefistofeles – Trzy rozprawy z historyi naturalnej pesymizmu, przełożył Jan Kasprowicz (Lwów 1905), przekład polski: Kant i jego nauka (Warszawa 1902) i – wydaną pośmiertnie – autobiografię Aus meinem Leben (1909).